# 富利特堡-德尔博伊克斯
富利特堡-德尔博伊克斯（西班牙語：Castellfullit del Boix），是西班牙加泰罗尼亚巴塞罗那省的一个市镇。总面积58.9平方公里，总人口424人（2013年），人口密度7.2人/平方公里。